# Junioreuropamästerskapet i ishockey 1971
Junioreuropamästerskapet i ishockey 1971 var 1971 års upplaga av turneringen.

## Grupp A
Spelades i Presov i Tjeckoslovakien under perioden 27 december 1970-3 januari 1971.
| Lag                | Sovjetunionen | Sverige | Tjeckoslovakien | Finland | Västtyskland | Norge | gjorda mål/insläppta mål | poäng |
| ------------------ | ------------- | ------- | --------------- | ------- | ------------ | ----- | ------------------------ | ----- |
| 1. Sovjetunionen   | —             | 5-3     | 6-2             | 7-0     | 12-0         | 16-0  | 46-05                    | 10    |
| 2. Sverige         | 3-5           | —       | 6-6             | 13-3    | 9-1          | 15-0  | 46-15                    | 07    |
| 3. Tjeckoslovakien | 2-6           | 6-6     | —               | 5-4     | 8-0          | 19-3  | 40-19                    | 07    |
| 4. Finland         | 0-7           | 3-13    | 4-5             | —       | 14-4         | 9-2   | 30-31                    | 04    |
| 5. Västtyskland    | 0-12          | 1-9     | 0-8             | 4-14    | —            | 5-2   | 10-45                    | 02    |
| 6. Norge           | 0-16          | 0-15    | 3-19            | 2-9     | 2-5          | —     | 07-64                    | 0     |

Norge nedflyttade till 1972 års A-grupp, men undvek att åka ur då B-gruppssegraren Rumänien avstod sin plats.

## Priser och utmärkelser
- Poängkung: Martin Karlsson , Sverige (17 poäng)
- Bästa målvakt: Vladislav Tretiak, Sovjetunionen
- Bästa försvarare: Pekka Rautakallio, Finland
- Bästa anfallare: Martin Karlsson, Sverige

## Grupp B
Spelades i Bukarest i Rumänien  under perioden 27 december 1970-3 januari 1971.
| Lag          | Rumänien | Polen | Danmark | Ungern | Bulgarien | gjorda mål/insläppta mål | poäng |
| ------------ | -------- | ----- | ------- | ------ | --------- | ------------------------ | ----- |
| 1. Rumänien  | —        | 2-0   | 10-1    | 6-2    | 9-0       | 27-03                    | 8     |
| 2. Polen     | 0-2      | —     | 8-2     | 5-3    | 12-2      | 25-09                    | 6     |
| 3. Danmark   | 1-10     | 2-8   | —       | 3-3    | 5-4       | 11-25                    | 3     |
| 4. Ungern    | 2-6      | 3-5   | 3-3     | —      | 3-3       | 11-17                    | 2     |
| 5. Bulgarien | 0-9      | 2-12  | 4-5     | 3-3    | —         | 09-29                    | 1     |

Rumänien flyttades upp till 1972 års A-grupp, men tackade nej.

### Fotnoter
1. ↑  ”Championnat d'Europe 1971 des moins de 19 ans” (på franska). Hockeyarchives. 14 mars 1971. http://www.passionhockey.com/hockeyarchives/U-19_1971.htm. Läst 29 november 2014.